# والک کوچک
والک کوچک (نام علمی: Allium derderianum) نام یکی از گونه‌های سردهٔ والک است. ارتفاع گیاه به ۴ تا ۱۰ سانتیمتر می‌رسد. دارای ۲ برگ قاعده‌ای است که عرض آن تا ۱ و نیم سانتیمتر می‌رسد. این برگ‌ها روی زمین بخاک افتاده و به طرز مخصوصی تابیده و فرخورده می‌باشند. قطعات گلپوش ستاره‌ای آن در حدود ۸ میلی‌متر طول دارد و میله‌های پرچم به اندازهٔ نصف طول آن‌ها هستند در استپ‌ها و دامنه‌های ۱۳۰۰ تا ۳۲۰۰ متری قست‌های مرکزی سلسله جبال البرز یافت می‌شود. زمان گلدهی در فروردین و اردیبهشت است.